# Katholieke Kerk in Letland

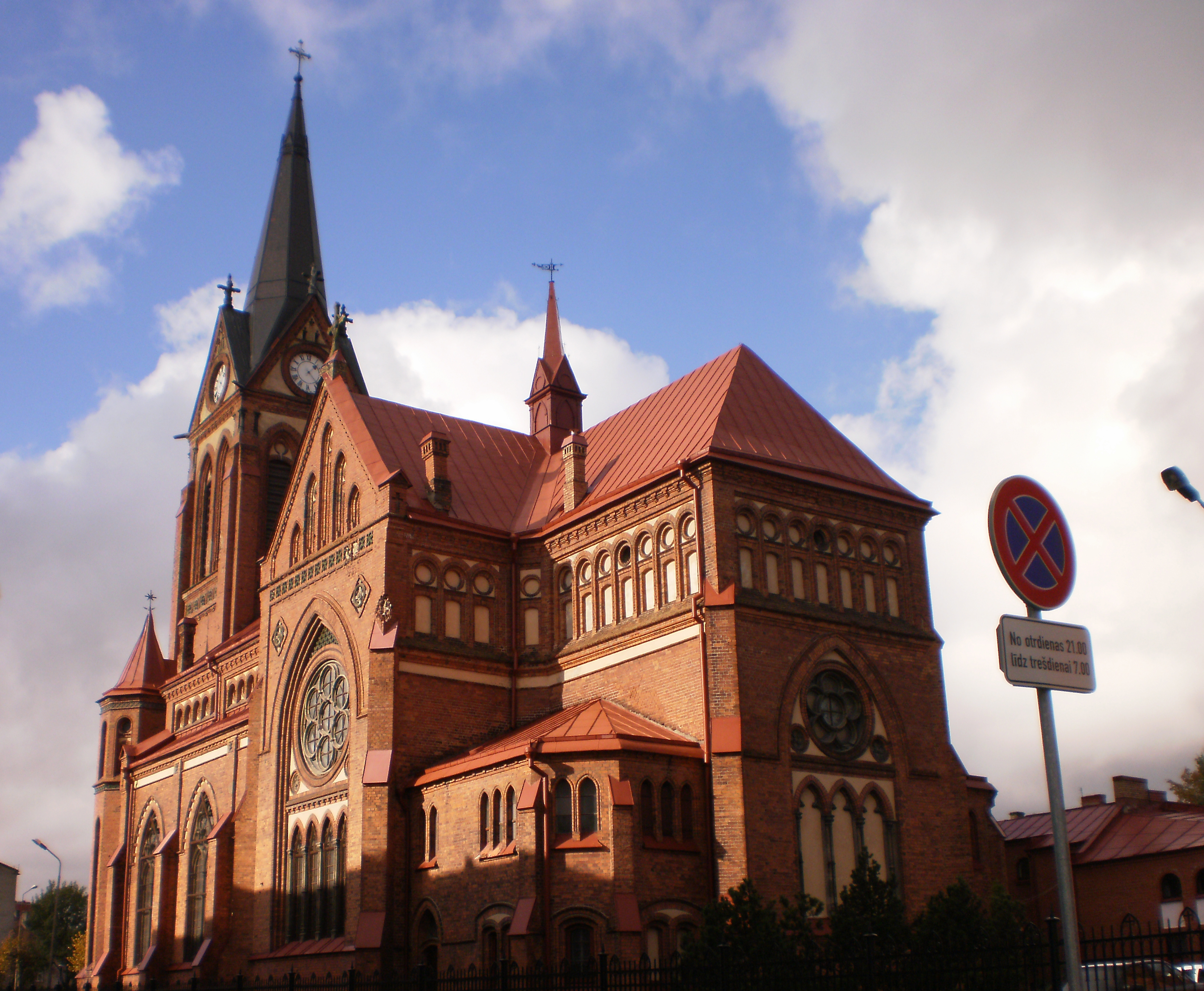
Kathedraal van Jelgava

De Katholieke Kerk in Letland maakt deel uit van de wereldwijde Katholieke Kerk, onder het leiderschap van de paus en de Curie.
Ca. 25 % van de bevolking van Letland is katholiek.
Apostolisch nuntius voor Letland is sinds 24 juni 2024 aartsbisschop Georg Gänswein, die tevens nuntius is voor Estland en Litouwen.

## Territoriale indeling
1. Kerkprovincie Riga:
  - Aartsbisdom Riga
    - Bisdom Jelgava
    - Bisdom Liepāja
    - Bisdom Rēzekne-Aglona

Ligging bisdommen binnen Letland
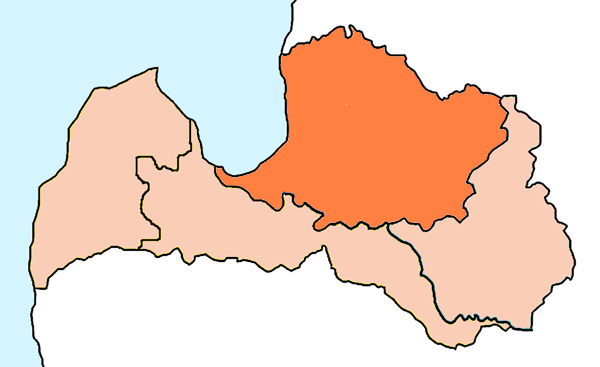
Aartsbisdom Riga
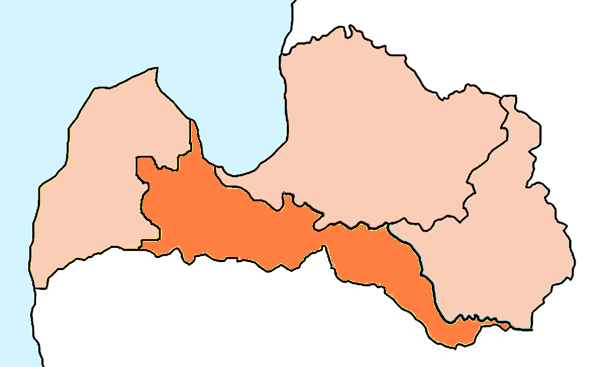
Bisdom Jelgava
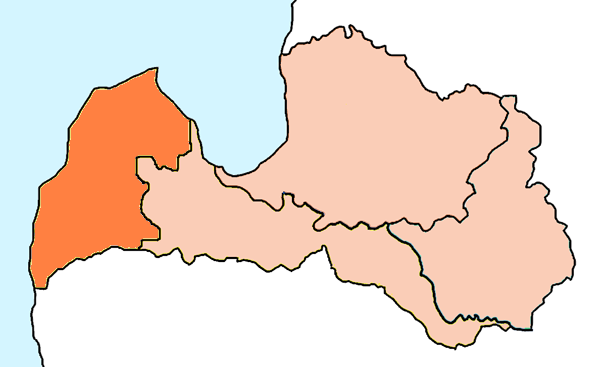
Bisdom Liepāja
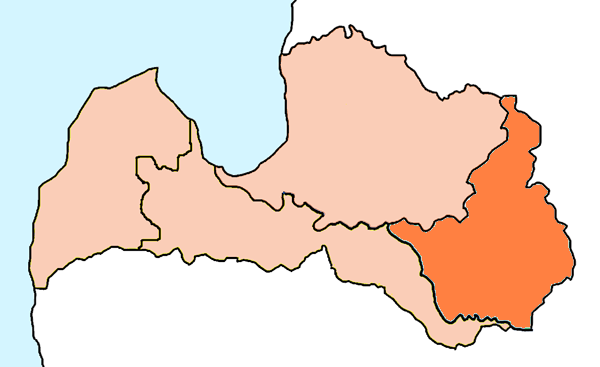
Bisdom Rēzekne-Aglona